# Oleksandr Bessarab
Oleksandr Mykolajovyč Bessarab (ukrajinsky Олександр Миколайович Бессараб, rusky Александр Николаевич Бессараб, Alexandr Nikolajevič Bessarab; * 13. září 1978 Vinnica) je bývalý ukrajinský fotbalový útočník.

## Fotbalová kariéra
Nejvyšší soutěž hrál na Ukrajině, v České republice a Kazachstánu. V sezoně 2005 vyhrál s mužstvem FK Aktobe mistrovský titul. Hrál také za rezervní mužstva Dinama Kyjev. Za Nyvu Vinnycju si připsal 1 start v Poháru vítězů pohárů v sezoně 1996/97.

## Ligová bilance
| Ročník               | Zápasy | Góly | Minuty | Klub            |
| -------------------- | ------ | ---- | ------ | --------------- |
| Premjer-liha 1994/95 | 2      | 0    | –      | Nyva Vinnycja   |
| Premjer-liha 1995/96 | 3      | 0    | –      | Nyva Vinnycja   |
| Premjer-liha 1996/97 | 8      | 0    | –      | Nyva Vinnycja   |
| Premjer-liha 2000/01 | 12     | 1    | –      | Vorskla Poltava |
| Premjer-liha 2001/02 | 20     | 1    | –      | Vorskla Poltava |
| Premjer-liha 2002/03 | 18     | 2    | –      | Vorskla Poltava |
| 2003/04              | 2      | 0    | 66     | SFC Opava       |
| Premjer Ligasy 2005  | 7      | 0    | –      | FK Aktobe       |
| CELKEM 1. LIGA       | 72     | 4    | –      |                 |